# 알아스 셰흐
알아스 셰흐(아랍어: آل الشيخ, 'Āl AS-Šayḫ)는 사우디아라비아의 주요 종교 가문이다. 현재의 사우디아라비아의 주요 이슬람 학파인 와하브파의 창시자인 무함마드 이븐 압둘 알와하브의 후손이다.
18세기부터 300년 동안 아라비아 반도에서 영향력을 펼쳐왔으며, 사우디아라비아의 왕가인 사우드 가와의 정략 결혼을 통해 권력을 분점하였다. 종교 시설에 끼치는 알아스 셰흐가의 지배력은 최근 수십년 동안 감소했지만, 여전히 사우디아라비아의 중요한 종교적인 시설의 대부분을 보유하고 있고 가문이 가진 종교적·도덕적 권위의 때문에 사우디아라비아 왕실의 정통성을 유지하는 중요한 가문으로 남아 있다.

## 같이 보기
- 사우디아라비아의 역사